# ネマニャ・マクシモヴィッチ
ネマニャ・マクシモヴィッチ（Nemanja Maksimović 、1995年1月26日 - ）は、セルビア・ロズニツァ出身のサッカー選手。セルビア代表。パナシナイコスFC所属。ポジションはMF（AMF）。

## 経歴

### クラブ
レッドスター・ベオグラードの下部組織で育成されたが、トップ昇格は出来なかった。エラス・ヴェローナを経てスロベニアのNKドムジャレでプロデビュー。
2015年2月7日、カザフスタンのFCアスタナと2年半契約を結んだ。2015年8月27日、UEFAチャンピオンズリーグプレーオフのAPOEL戦2ndレグで同点ゴールを奪い、クラブ史上初の本大会出場に大きく貢献した。
2017年7月2日、バレンシアCFは2022年までの契約でマクシモヴィッチを獲得したことを発表。8月18日のUDラス・パルマス戦で移籍後初出場。
2018年7月16日、ヘタフェCFに移籍した。

### 代表
ユース年代からセルビア代表に選ばれている。2013年にはUEFA U-19欧州選手権に参加し優勝を果たした。2015年にニュージーランドで開催されたFIFA U-20ワールドカップでは、決勝のブラジル戦で終了間際に決勝ゴールを挙げ母国初の大会制覇に大きく貢献した。
2016年3月23日、ポーランド戦でフル代表デビュー。

## 代表歴

### 出場大会
- セルビア代表
  - 2022 FIFAワールドカップ

### 試合数
- 国際Aマッチ 48試合 0得点（2016年-）[9]

| セルビア代表 | 国際Aマッチ | 国際Aマッチ |
| 年           | 出場        | 得点        |
| ------------ | ----------- | ----------- |
| 2016         | 3           | 0           |
| 2017         | 1           | 0           |
| 2018         | 7           | 0           |
| 2019         | 8           | 0           |
| 2020         | 7           | 0           |
| 2021         | 11          | 0           |
| 2022         | 6           | 0           |
| 2023         | 5           | 0           |
| 2024         |             |             |
| 通算         | 48          | 0           |

## タイトル
アスタナ
- カザフスタン・プレミアリーグ: 2015, 2016
- カザフスタン・スペルクボグィ: 2015
- カザフスタン・クボグィ: 2016

セルビア代表
- UEFA U-19欧州選手権: 2013
- FIFA U-20ワールドカップ: 2015